# 侑香とアイラのRadioはこいり姫
侑香とアイラのRadioはこいり姫（ゆうかとアイラのラジオはこいりひめ）は、超!A&G+で2010年10月9日から2011年4月2日まで放送されていたラジオ番組。

## 番組概要

### パーソナリティー
- 南里侑香
- 結城アイラ

### 放送時間
2010年10月9日 - 2011年4月2日
- 毎週土曜 25:00 - 25:30

### テーマソング
オープニングテーマ
- 2010年11月20日 -

ラベンダーの丘/Fairy Story
エンディングテーマ
- 2010年11月20日 -

猫とハーブティーと音楽と/Fairy Story

## コーナー
Your Story
リスナーから送られてきた日々の出来事やパーソナリティーの2人にオススメの曲を紹介
Stray Sheep Story
リスナーから送られてきた悩みごとにパーソナリティーの2人がオススメの曲を紹介
愛の説教ベアー
リスナーから送られてきた悩みごとにアイラベアーがお説教をするコーナー